# Cosa avevi in mente
Cosa avevi in mente è un singolo del cantautore italiano Antonello Venditti, pubblicato l'8 marzo 2015.

## Il brano
Prima traccia dell'album Tortuga.

## Video musicale
Il videoclip è stato pubblicato il 19 marzo 2015 attraverso il canale YouTube del cantautore. Diretto da Stefano Salvati, è stato girato a Bologna. Sono state aggiunte delle riprese effettuate dal regista a Mosca. Racconta di una ragazza di un gruppo underground (interpretata dalla modella argentina Katja Apdelgani) che per sfondare si ritrova a fare la escort. 

## Classifiche
| Classifica (2015) | Posizione massima |
| ----------------- | ----------------- |
| Italia            | -                 |